# جريدة شمس

غلاف صحيفة شمس بتاريخ 31 يناير 2012م

جريدة شمس جريدة سعودية يومية شبابية، كان أول تاريخ صدور لها في 10-12-2005 كان أول رئيس تحريرها لها هو المذيع الرياضي بتال القوس.وبعد استقالته أصبح الكاتب المعروف خلف الحربي رئيساً للتحرير بها، ليأتي بعدهما خالد دراج رئيسا للتحرير. ليستقيل ليترأسها تحريريا من بعده مطلق البقمي، تضم شمس مجموعة من الكتاب والمحررين الشباب وتعتبر الصحيفة الأكثر نموا كونها موجهه للشباب بنسبة كبيرة، يصنفها الكثر من متابعي الصحافة السعودية بانها صحيفة مشاكسة ومتحررة ومتمردة كان لها الفضل في كسر القيود والحواجز وسبقت جميع الصحف السعودية لكونها من وسعت مساحة الحرية في حين يطلق عليها قرائها الصحيفة الشقية .
في الأول من مايو لعام 2010 شهد المشهد الصحافي السعودي خروجها بحلة تطويرية جديدة
وبشكل مختلف وبحجم أكبر من حجم «التابلويد» التي عرفت به مما ساهم ذلك في زيادة عدد الاشتراكات والمبيعات .

## تسميتها
وأطلق على الصحيفة اسم «شمس» اختصارا لثلاث كلمات تمثل شخصيتها التحريرية . ومن أبوابها «رياضة، فنون، حكايات، شباب، تحقيق، Time Out، إضافة إلى عدة ملاحق أسبوعية.

## المؤسسين
المؤسسين للصحيفة :
سامي الفليح، مفيد النويصر،علي القرشي إبراهيم الناشري، خالد علي، سعيد الابيض، سعد المطرفي، سلطان الدوسري، حسام الغامدي.

## رسوم الرسول
الجدير بالذكر أن جريدة شمس قامت بنشر صور الرسول الدناماركية مما سبب في اغلاقها لأكثر من ثلاثة أشهر ورجوعها بعد ذلك .

## توقف الصحيفة
توقفت الصحيفة عن الصدور في 1 فبراير 2012 وكان التوقف جاء كنتيجة لخلاف الشركاء.

## وصلات خارجية
- جريدة شمس السعودية